# Diskografija Julija Iglesiasa
Julio Iglesias je najprodavaniji internacionalni umjetnik u Brazilu s preko 12,4 mil. prodanih nosača zvuka i također jedan od najprodavanijih pjevača u svijetu, s preko 100 mil. prodanih ploča na 14 jezika, s objavljenih 80 albuma, i preko 2600 zlatnih i platinskih ploča.
Između ostalih poznati umjetnici Frank Sinatra, Willie Nelson, Plácido Domingo i Diana Ross su snimili zajedno duete s Juliom Iglesiasom.

## LP-ovi
| Naziv albuma                                 | Izdavačka kuća             | Godina |
| -------------------------------------------- | -------------------------- | ------ |
| Yo Canto                                     | Columbia                   | 1969.  |
| Julio Iglesias                               | Columbia, Alhambra         | 1970.  |
| Julio Iglesias                               | Columbia                   | 1970.  |
| Cuando Vuelva A Amanecer ‎                    | CBS                        | 1970.  |
| Un Canto A Galicia                           | Decca                      | 1972.  |
| Por Una Mujer                                | CBS                        | 1972.  |
| Como El Alamo Al Camino ‎                     | Alhambra                   | 1972.  |
| Soy                                          | Columbia                   | 1973.  |
| Recital At The Festival "The Golden Orpheus" | Балкантон                  | 1973.  |
| A Flor De Piel                               | Columbia                   | 1974.  |
| Ich Schick Die Eine Weiße Wolke ‎             | Philips                    | 1974.  |
| El Amor                                      | Columbia                   | 1975.  |
| A México                                     | Columbia                   | 1975.  |
| América                                      | Alhambra                   | 1976.  |
| Se Mi Lasci Non Vale                         | Oxford                     | 1976.  |
| Schenk Mir Deine Liebe                       | Philips                    | 1976.  |
| En El Olympia                                | Columbia                   | 1976.  |
| Olympia 2° Parte ‎                            | Ariston                    | 1977.  |
| Aimer La Vie                                 | CBS                        | 1978.  |
| Und Das Meer Singt Sein Lied                 | CBS                        | 1978.  |
| A Mis 33 Años                                | CBS                        | 1977.  |
| Ein Weihnachtsabend Mit Julio Iglesias       | CBS                        | 1978.  |
| Emociones                                    | CBS                        | 1978.  |
| Er War Ja Nur Ein Zigeuner ‎                  | Philips                    | 1978.  |
| Julio Iglesias ‎                              | CBS                        | 1978.  |
| Manuela ‎                                     | Oxford                     | 1978.  |
| Sono Un Pirata, Sono Un Signore              | CBS                        | 1978.  |
| L'Oro Di Julio Iglesias                      | Oxford                     | 1978-  |
| Innamorarsi Alla Mia Età                     | CBS                        | 1979.  |
| A Vous Les Femmes                            | CBS                        | 1979.  |
| Troubadour Der Träume ‎                       | PHILIPS                    | 1979.  |
| Hey!                                         | CBS                        | 1980.  |
| Sentimental                                  | CBS                        | 1980.  |
| Julio Iglesias In Italia ‎                    | CBS                        | 1980.  |
| Zärtlichkeiten                               | CBS                        | 1981.  |
| De Niña A Mujer                              | CBS                        | 1981.  |
| Fidèle                                       | CBS                        | 1981.  |
| Amanti                                       | CBS                        | 1981.  |
| Minhas Canções Preferidas                    | CBS                        | 1981.  |
| Et I'amour Crea La Femme                     | CBS                        | 1982.  |
| Momenti                                      | CBS                        | 1982.  |
| Momentos                                     | CBS                        | 1982.  |
| Julio Special Record ‎                        | Technics                   | 1982.  |
| Tu ‎                                          | Columbia                   | 1982.  |
| En Concierto                                 | CBS                        | 1983.  |
| Julio                                        | CBS, CBS                   | 1983.  |
| 1100 Bel Air Place                           | CBS                        | 1984.  |
| Libra                                        | CBS                        | 1985.  |
| Tutto L'Amore Che Ti Manca                   | CBS                        | 1987.  |
| Un Hombre Solo                               | CBS                        | 1987.  |
| Non-Stop                                     | CBS                        | 1988.  |
| A Flor De Piel ‎                              | Columbia                   | 1988.  |
| Raíces                                       | CBS                        | 1989.  |
| Starry Night                                 | CBS                        | 1990.  |
| Calor                                        | CBS                        | 1992.  |
| Crazy                                        | CBS/Sony                   | 1994.  |
| La Carretera                                 | Sony Latin                 | 1995.  |
| Tango                                        | Columbia                   | 1996.  |
| My Life - The Greatest Hits ‎                 | Columbia                   | 1998.  |
| Schenk Mir Deine Liebe ‎                      | Sony Music Media           | 1999.  |
| Noche De Cuatro Lunas                        | Columbia, Sony Discos      | 2000.  |
| Divorcio                                     | Columbia                   | 2003.  |
| Romantic Classics                            | Columbia, Burgundy Records | 2006.  |
| Live From Los Angeles ‎                       | Immortal                   | 2009.  |

## Singlovi & EP-ovi
| Naziv | Izdavačka kuća                       | Godina |
| --- | ------------------------------------ | ------ |
| La vida sigue igual / El amor es presentir                                                               | Columbia                             | 1968.  |
| Ayer vi nevar / En un barrio que hay en una ciudad                                                       | Columbia                             | 1968.  |
| El Viejo Pablo / Mis Recuerdos ‎                                                                          | Columbia                             | 1968.  |
| Lágrimas Tiene El Camino / No Llores Mi Amor ‎                                                            | Columbia                             | 1968.  |
| Non Piangere Amor / Un Uomo Solo ‎                                                                        | Decca                                | 1969.  |
| Se Lei Non C'e / Tutti I Miei Ricordi ‎                                                                   | Decca                                | 1969.  |
| Yo Canto / Tenía Una Guitarra ‎                                                                           | Columbia                             | 1969.  |
| You Don't Have To Walk In The Rain (The Turtles) / Se Lei Non C'è                                        | London Records, Decca                | 1969.  |
| Gwendolyne / Bla Bla Bla                                                                                 | Columbia                             | 1970.  |
| Cuando Vuelva A Amanecer / A Veces Pregunto Al Viento ‎                                                   | Columbia                             | 1970.  |
| Julio Iglesias Canta A La Navidad ‎                                                                       | Columbia                             | 1970.  |
| Chiquilla ‎                                                                                               | Columbia                             | 1970.  |
| En Un Rincón Del Desván / Cantándole Al Mar                                                              | Columbia                             | 1971.  |
| Un canto a Galicia                                                                                       | Decca                                | 1971.  |
| Por Una Mujer                                                                                            | Philips                              | 1972.  |
| Río Rebelde / Si Volvieras Otra Vez                                                                      | Decca                                | 1972.  |
| No Llores Mi Amor                                                                                        | Omega International                  | 1972.  |
| Un canto a Galicia / Por Una Mujer                                                                       | Decca                                | 1972.  |
| Wenn Ein Schiff Vorüberfährt ‎                                                                            | Philips                              | 1972.  |
| Alle Liebe Dieser Erde / Dein Platz Ist Immer Noch Frei                                                  | Philips                              | 1973.  |
| Du In Deiner Welt                                                                                        | Decca                                | 1972.  |
| Río Rebelde / A Veces Llegan Cartas                                                                      | Columbia                             | 1972.  |
| Und Das Meer Singt Sein Lied (Cantándole Al Mar)                                                         | Decca                                | 1973.  |
| Minueto / Mi Amor Es Más Joven Que Yo                                                                    | Columbia                             | 1973.  |
| Manuela                                                                                                  | Decca, Decca                         | 1974.  |
| Cu Cu Rru Cu Cu Paloma / De Un Mundo Raro                                                                | Columbia                             | 1974.  |
| A Flor De Piel                                                                                           | Philips                              | 1974.  |
| Komm Wieder Madonna                                                                                      | Decca                                | 1974.  |
| Quiereme Mucho ‎                                                                                          | Philips                              | 1974.  |
| En Cualquier Parte (Another Time, Another Place) / Dicen ‎                                                | Philips                              | 1974.  |
| Una Leyenda ‎                                                                                             | Philips                              | 1974.  |
| Dieciséis Años / Vete Ya                                                                                 | Columbia                             | 1974.  |
| Ich Schick' Dir Eine Weiße Wolke ‎                                                                        | Philips                              | 1974.  |
| El Amor                                                                                                  | Philips                              | 1975.  |
| Abrázame / Quiero                                                                                        | Alhambra                             | 1975.  |
| A Veces Tu, A Veces Yo/El Amor                                                                           | Decca                                | 1975.  |
| Abrázame ‎                                                                                                | philips                              | 1975.  |
| Laguna D'amor                                                                                            | Philips                              | 1975.  |
| Quiero ‎                                                                                                  | Decca                                | 1975.  |
| Amanecí En Tus Brazos / Ella ‎                                                                            | Alhambra                             | 1975.  |
| Manuela / Joguei Teu Lencinho Ao Rio / Não Sou Daqui, Nem Sou De Lá / Um Canto À Galícia                 | Polydor                              | 1975.  |
| Manuela / Dicen                                                                                          | Columbia                             | 1975.  |
| Disco Baby (The Stylistcis) / Manuela                                                                    | Avco Records, Ariston                | 1975.  |
| Schenk Mir Deine Liebe                                                                                   | Philips                              | 1975.  |
| Passar Di Mano                                                                                           | Ariston                              | 1975.  |
| Quiero                                                                                                   | Decca                                | 1975.  |
| Weine Nicht, Marie-Madeleine                                                                             | Philips                              | 1976.  |
| Ne T'en Vas Pas Je T'aime                                                                                | Decca, Decca                         | 1976.  |
| Se Mi Lasci Non Vale / Il Mio Primo Rossetto (Rosanna Fratello)                                          | Ariston                              | 1976.  |
| Júrame ‎                                                                                                  | Alhambra                             | 1976.  |
| Passar Di Mano / Get Up And Boogie (Silver Convention)                                                   | Ariston, Durium                      | 1976.  |
| Bésame Amor ‎                                                                                             | Philips                              | 1976.  |
| La Ragazza Di Ycaparai ‎                                                                                  | Columbia                             | 1976.  |
| Se Mi Lasci Non Vale ‎                                                                                    | Ariston                              | 1976.  |
| A Veces Tu A Veces Yo ‎                                                                                   | Alhambra                             | 1976.  |
| Ce N'Est Rien Qu'Un Au Revoir ‎                                                                           | Decca, Decca                         | 1976.  |
| Un canto a Galicia / Río Rebelde                                                                         | London Records                       | 1976.  |
| Sono Io                                                                                                  | Ariston                              | 1977.  |
| Und Der Wind Erzählt                                                                                     | Decca, Decca                         | 1977.  |
| Quel Punto In Più (A Veces Tu, A Veces Yo) / Anima Ribelle                                               | Ariston                              | 1977.  |
| Sombras / Historia De Un Amor                                                                            | Alhambra                             | 1977.  |
| A Mis 33 Años ‎                                                                                           | Alhambra                             | 1977.  |
| Abbracciami (Abrázame) ‎                                                                                  | Ariston                              | 1977.  |
| Soy Un Truhán, Soy Un Señor / 33 Años                                                                    | Columbia                             | 1977.  |
| Me Olvidé De Vivir / Un Día Tu, Un Día Yo                                                                | Columbia                             | 1978.  |
| Aimer La Vie                                                                                             | CBS                                  | 1978.  |
| Le Monde Est Fou, Le Monde Est Beau / J'Ai Besoin De Toi                                                 | CBS                                  | 1978.  |
| Stai / Aimer La Vie                                                                                      | CBS                                  | 1978.  |
| Good-Bye My Love                                                                                         | Philips                              | 1978.  |
| Got To Get You Into My Life (Earth, Wind & Fire) / Pensami                                               | CBS                                  | 1978.  |
| Ás Vezes Tu, Ás Vezes Eu                                                                                 | Discos CBS                           | 1978.  |
| Un canto a Galicia                                                                                       | CBS                                  | 1978.  |
| Me Olvidé De Vivir(Del Lp En Concierto)                                                                  | CBS                                  | 1978.  |
| Quiéreme                                                                                                 | Philips                              | 1978.  |
| Me Olvidé De Vivir                                                                                       | Discos CBS                           | 1978.  |
| Por Un Poco De Tu Amor                                                                                   | CBS                                  | 1978.  |
| Pensami / Stai ‎                                                                                          | CBS                                  | 1978.  |
| Er War Ja Nur Ein Zigeuner ‎                                                                              | Philips                              | 1978.  |
| Sono Un Pirata, Sono Un Signore / Lì (‎Andrea Lo Vecchio)                                                 | CBS                                  | 1978.  |
| Sono Un Pirata, Sono Un Signore ‎                                                                         | CBS                                  | 1978.  |
| Ou Est Passée Ma Boheme                                                                                  | CBS                                  | 1979.  |
| Quiéreme Mucho                                                                                           | CBS                                  | 1979.  |
| Quando Si Ama Davvero / Prendimi Con Te ‎(Beppe Cantarelli)                                               | CBS                                  | 1979.  |
| Preguntarle ‎                                                                                             | Alhambra                             | 1979.  |
| Pobre Diablo                                                                                             | Columbia                             | 1979.  |
| Souriez Madame (Con Una Pinta Asi) ‎                                                                      | CBS                                  | 1979.  |
| Ou Est Passée Ma Boheme (Quiereme Mucho) ‎                                                                | CBS                                  | 1979.  |
| Se Tornassi ‎                                                                                             | CBS                                  | 1979.  |
| Quando Si Ama Davvero / A Meno Che ‎                                                                      | CBS                                  | 1979.  |
| Moi Je T'Aime (Summer Love) / A Vous Les Femmes ‎                                                         | CBS                                  | 1979.  |
| Pauvres Diables / Je L'Aime Encore ‎                                                                      | CBS                                  | 1979.  |
| Quiéreme ‎                                                                                                | CBS                                  | 1979.  |
| Hey! | CBS                                  | 1980.  |
| C'est Ma Vie                                                                                             | CBS                                  | 1980.  |
| Il Faut Toujours Un Perdant / Une Nuit De Carnaval                                                       | CBS                                  | 1980.  |
| Amanti / Non È Finita (Michele Zarrillo)                                                                 | CBS                                  | 1980.  |
| Un Sentimental / Viejas Tradiciones                                                                      | CBS                                  | 1980.  |
| Je N'ai Pas Changé ‎                                                                                      | CBS                                  | 1980.  |
| Begin The Beguine                                                                                        | CBS, CBS                             | 1981.  |
| De Niña A Mujer                                                                                          | CBS                                  | 1981.  |
| O Me Quieres O Me Dejas ‎                                                                                 | CBS                                  | 1981.  |
| Amor De Mis Amore (Que Nadie Sepa Mi Sufrir)                                                             | CBS                                  | 1981.  |
| Amanti / Insieme                                                                                         | CBS                                  | 1981.  |
| Un Jour Tu Ris, Un Jour Tu Pleures (No Soy De Aqui) ‎                                                     | CBS                                  | 1981.  |
| Mit Tränen In Den Augen Ist Man Blind ‎                                                                   | CBS                                  | 1981.  |
| Paolo Pa (Banco) / Hey ‎                                                                                  | CBS                                  | 1981.  |
| Fidèle ‎                                                                                                  | CBS                                  | 1981.  |
| ...Aber Der Traum War Sehr Schön ‎                                                                        | CBS                                  | 1981.  |
| Viens M'Embrasser ‎                                                                                       | CBS                                  | 1981.  |
| Et L'Amour Crea La Femme                                                                                 | CBS                                  | 1982.  |
| Amor | CBS, CBS                             | 1982.  |
| Sono Un Vagabondo / Momenti                                                                              | CBS                                  | 1982.  |
| Con La Misma Piedra                                                                                      | CBS                                  | 1982.  |
| No Me Vuelvo A Enamorar / Nathalie ‎                                                                      | CBS                                  | 1982.  |
| キエレメ・ムーチョ (フリオ・イグレシアス) / Quiéreme Mucho ‎                                              | Epic                                 | 1982.  |
| Amor Amour, My Love (Amor) ‎                                                                              | CBS                                  | 1982.  |
| Nostalgie                                                                                                | CBS                                  | 1982.  |
| Nathalie ‎                                                                                                | CBS                                  | 1982.  |
| Du Bist Mein Erster Gedanke                                                                              | CBS                                  | 1982.  |
| Rum And Coca-Cola                                                                                        | CBS                                  | 1983.  |
| As Time Goes By (sa Williom Nelsonom)                                                                    | Columbia                             | 1983.  |
| Hey! / Begin The Beguine                                                                                 | Columbia                             | 1983.  |
| Девочка Становится Взрослой ‎                                                                             | Мелодия                              | 1983.  |
| Amor ‎ | Columbia, Columbia                   | 1983.  |
| Forever And Ever ‎                                                                                        | CBS                                  | 1983.  |
| Такая Как Ты ‎                                                                                            | Мелодия                              | 1983.  |
| Поет Хулио Иглесиас ‎                                                                                     | Мелодия                              | 1983.  |
| Un Jersey Escorpion                                                                                      | Columbia Special Products            | 1983.  |
| To All The Girls I've Loved Before (sa Williom Nelsonom)                                                 | CBS                                  | 1984.  |
| Moonlight Lady                                                                                           | CBS, CBS                             | 1984   |
| The Air That I Breathe                                                                                   | CBS                                  | 1984   |
| All Of You (s Dianom Ross) / The Last Time                                                               | Columbia                             | 1984.  |
| To All The Girls I've Loved Before ‎ (sa Williom Nelsonom)                                                | Columbia                             | 1984.  |
| To All The Girls I've Loved Before (sa Williom Nelsonom) / All Of You (s Dianom Ross)                    | CBS                                  | 1984.  |
| Me Va, Me Va ‎                                                                                            | CBS                                  | 1984.  |
| I've Got You Under My Skin                                                                               | CBS, CBS                             | 1985.  |
| Ni Te Tengo, Ni Te Olvido                                                                                | Columbia                             | 1985.  |
| Felicidades                                                                                              | CBS                                  | 1985.  |
| I've Got You Under My Skin ‎                                                                              | Columbia                             | 1985.  |
| Coração Apaixonado ‎                                                                                      | CBS                                  | 1985.  |
| Schenk Mir Deine Liebe ‎                                                                                  | AMIGA                                | 1985.  |
| América                                                                                                  | CBS, CBS                             | 1986.  |
| Todo El Amor Que Te Hace Falta ‎                                                                          | Discos CBS International             | 1987.  |
| Que No Se Rompa La Noche ‎                                                                                | Discos CBS International             | 1987.  |
| Tutto L'Amore Che Ti Manca (Todo El Amor Que Te Hace Falta) / Innocenza Selvaggia (Lo Mejor De Tu Vida) ‎ | CBS                                  | 1987.  |
| Lo Mejor De Tu Vida‎                                                                                      | Discos CBS International             | 1987.  |
| Todo El Amor Que Te Hace Falta ‎                                                                          | CBS                                  | 1987.  |
| Spanish Eyes (s Williom Nelsonom)                                                                        | Columbia                             | 1988.  |
| Love Is On Our Side Again                                                                                | CBS                                  | 1988.  |
| My Love                                                                                                  | CBS                                  | 1988.  |
| Ae, Ao ‎                                                                                                  | CBS                                  | 1988.  |
| Caballo Viejo / Bamboleo                                                                                 | CBS                                  | 1989.  |
| Brasilia (Medley)                                                                                        | CBS, CBS                             | 1989.  |
| Soñadores De España (s Plácidom Domingom)                                                                | CBS                                  | 1989.  |
| If I Ever Needed You (I Need You Now)                                                                    | CBS                                  | 1989.  |
| If I Ever Needed You (I Need You Now) ‎")                                                                 | CBS                                  | 1989.  |
| Francia Mix                                                                                              | CBS                                  | 1989.  |
| Vincent (Starry Starry Night) / 99 Miles From L.A.                                                       | CBS                                  | 1989.  |
| Latino Mix                                                                                               | CBS                                  | 1989.  |
| When I Need You                                                                                          | Columbia                             | 1990.  |
| Vincent (Starry Starry Night)                                                                            | Columbia                             | 1990.  |
| Can't Help Falling in Love                                                                               | CBS                                  | 1990.  |
| Quiéreme Mucho ‎                                                                                          | Columbia                             | 1991.  |
| Milonga Sentimental                                                                                      | Columbia                             | 1992.  |
| Mendiant D'Amour ‎                                                                                        | Columbia                             | 1992.  |
| Signora Felicitá ‎                                                                                        | Columbia                             | 1992.  |
| S'en Aller Au Soleil                                                                                     | Columbia                             | 1992.  |
| Engel Der Nacht                                                                                          | Columbia                             | 1992.  |
| A Caña Y A Café ‎                                                                                         | Columbia                             | 1992.  |
| Esos Amores ‎                                                                                             | Columbia                             | 1992.  |
| Y Aunque Te Haga Calor                                                                                   | Columbia                             | 1992.  |
| Signora Felicitá                                                                                         | Columbia, Columbia                   | 1992.  |
| S'en Aller Au Soleil ‎                                                                                    | Columbia                             | 1992.  |
| Crazy | Columbia                             | 1994.  |
| Guajira / Oye como va                                                                                    | Columbia                             | 1994.  |
| When You Tell Me That You Love Me (s Dolly Parton)                                                       | Columbia                             | 1994.  |
| Fragile                                                                                                  | Sony Music                           | 1994.  |
| Fragile (sa Stingom)‎                                                                                     | Columbia                             | 1994.  |
| Song Of Joy                                                                                              | Columbia                             | 1994.  |
| 7 Seconds (Youssou N'Dour & Neneh Cherry) / Crazy ‎                                                       | Columbia                             | 1994.  |
| Guajira House ‎                                                                                           | CBS                                  | 1994.  |
| Agua Dulce, Agua Salá                                                                                    | Columbia                             | 1995.  |
| Julio Iglesias / Grazia Di Michele - Agua Dulce, Agua Sala / Rudji ‎                                      | Columbia                             | 1995.  |
| Vers La Frontière (La Carretera)                                                                         | Columbia                             | 1995.  |
| Su Questa Strada (La Carretera) ‎                                                                         | Columbia                             | 1995.  |
| Baila Morena ‎                                                                                            | Columbia                             | 1995.  |
| La Carretera ‎                                                                                            | Columbia                             | 1995.  |
| Tango | Columbia                             | 1996.  |
| Tango | Sony Music Entertainment (Australia) | 1996.  |
| El Choclo                                                                                                | Columbia                             | 1997.  |
| La Cumparsita                                                                                            | Columbia                             | 1997.  |
| Moralito (La Gota Fría)                                                                                  | Columbia                             | 1998.  |
| Julio Feat. Stomy Bugsy - Vous Les Femmes‎                                                                | Columbia                             | 1998.  |
| La Gota Fria (David Morales Mixes) ‎                                                                      | Columbia                             | 1998.  |
| Mal Acostumbrado                                                                                         | Columbia                             | 2000.f |
| Gozar La Vida                                                                                            | Columbia                             | 2000.  |
| Una Donna Può Cambiar La Vita ‎                                                                           | Sony Music                           | 2001.  |

## Kompilacije
| Naziv                             | Izdavačka kuća            | Godina |
| --------------------------------- | ------------------------- | ------ |
| Gwendolyne                        | Columbia                  | 1970.  |
| Star Für Millionen                | Philips                   | 1975.  |
| Greatest Hits ‎                    | Philips                   | 1977.  |
| Da Manuela A Pensami Volume       | CBS                       | 1978.  |
| The 24 Greatest Songs             | CBS                       | 1978.  |
| 24 Exitos De Oro                  | CBS                       | 1979.  |
| Superbomba Hits                   | Ti Amo Records            | 1980.  |
| Mes Chansons En Français ‎         | CBS                       | 1980.  |
| Begin The Beguine                 | CBS                       | 1981.  |
| Suosituinta Sävelmää ‎             | CBS                       | 1981.  |
| Julio ‎                            | CBS Records               | 1981.  |
| Da Manuela A Pensami Volume 2 ‎    | Discos CBS International  | 1981.  |
| Ses 20 Plus Grands Succès         | Columbia                  | 1982.  |
| Yo ‎                               | Columbia                  | 1982.  |
| Manuela ‎                          | Diskos                    | 1982.  |
| A Veces Tu, A Veces Yo            | Columbia                  | 1982.  |
| El Album De Julio Iglesias ‎       | Columbia                  | 1982.  |
| Julio                             | CBS                       | 1983.  |
| Schenk Mir Deine Liebe 2 versions | CBS                       | 1982.  |
| 26 Χρυσές Επιλογές ‎               | CBS                       | 1984.  |
| O Melhor De Julio Iglesias ‎       | Som Livre                 | 1987.  |
| Nur Für Dich                      | CBS, Freizeit Revue Music | 1989.  |
| 24 Grandes Éxitos Latinos         | RCA                       | 1989.  |
| Julio-24 Chansons                 | CBS                       | 1990.  |
| My Life (The Greatest Hits)       | Columbia, Columbia        | 1998.  |
| Casas Pernambucanas 90 Anos ‎      | Sony Music                | 1998.  |
| Ao Meu Brasil                     | Columbia                  | 2001.  |
| Love Songs                        | Sony Music International  | 2003.  |
| Love Songs                        | Columbia                  | 2003.  |
| The Very Best                     | Sony Music Direct         | 2003.  |
| 1                                 | Sony Music                | 2011.  |
| The Dutch Collection              | Sony Music                | 2011.  |
| Original Album Classics ‎          | CBS                       | 2012.  |
| Se Tornassi... All The Hits ‎      | Columbia                  | 2013.  |
| Chiquilla ‎                        | Polydor                   |        |
| Die Zärtliche Stimme ‎             | Philips                   |        |

## Suradnja s drugim pjevačima
- Without a Song', Willie Nelson (1983.), pjesma: As Time Goes By
- Voces unidas   (1985.), pjesma: Cantaré, cantarás.
- Suspiros de España Manolo Escobar (1987.), pjesma: Un canto a Galicia
- What a Wonderful World, Willie Nelson (1988.), pjesma: Spanish Eyes
- Soñadores de España, Plácido Domingo (1989.), pjesma: Soñadores de España
- Homenaje, Lola Flores (1990.), pjesma: Somos dos caminantes
- Piel de hombre, José Luis Rodríguez «El Puma» (1992.), pjesma: Torero
- La distancia, Simone Bittencourt de Oliveira (1993.), pjesma: Brigas
- Duets, Frank Sinatra (1993.), pjesma: Summer Wind
- Mar adentro, Donato y Estéfano (1995.), pjesma: Naturaleza
- Voces unidas različiti pjevači (1996.), pjesma: Puedes llegar...
- Amigos, Paul Anka (1996.), pjesma: A mi manera (My Way)
- Desde que tú te has ido Cecilia (postumna inačica 1996.), pjesma: Un ramito de violetas
- Nana latina, Nana Mouskouri (1996.), pjesma: Sé que volverás
- Y sigue siendo el rey, José Alfredo Jiménez (1999.), pjesma: El rey
- Rocío Dúrcal Una Estrella en el Cielo, Rocío Dúrcal (2010.), pjesma: Cómo han pasado los años.

## Videografíja
- Julio Iglesias en España (1989., 57 min)
- Julio Iglesias en América (1990., 58 min.)
- Julio Iglesias Tournée 88 (1989., 50 min.)
- Starry Night (1991., 78 min.)
- Julio Iglesias — mis personajes favoritos (1992., 30 min.)
- Julio Iglesias Rediscovered (2002., 50 min.)
- Julio Iglesias in Jerusalem (200.3, 50 min.)

## Vanjske poveznice
- Julio Iglesias na discogs